# Reaumuria turkestanica
Reaumuria turkestanica är en tamariskväxtart. Reaumuria turkestanica ingår i släktet Reaumuria och familjen tamariskväxter.

## Underarter
Arten delas in i följande underarter:
- R. t. dentata
- R. t. turkestanica